# Mangel (werktuig)

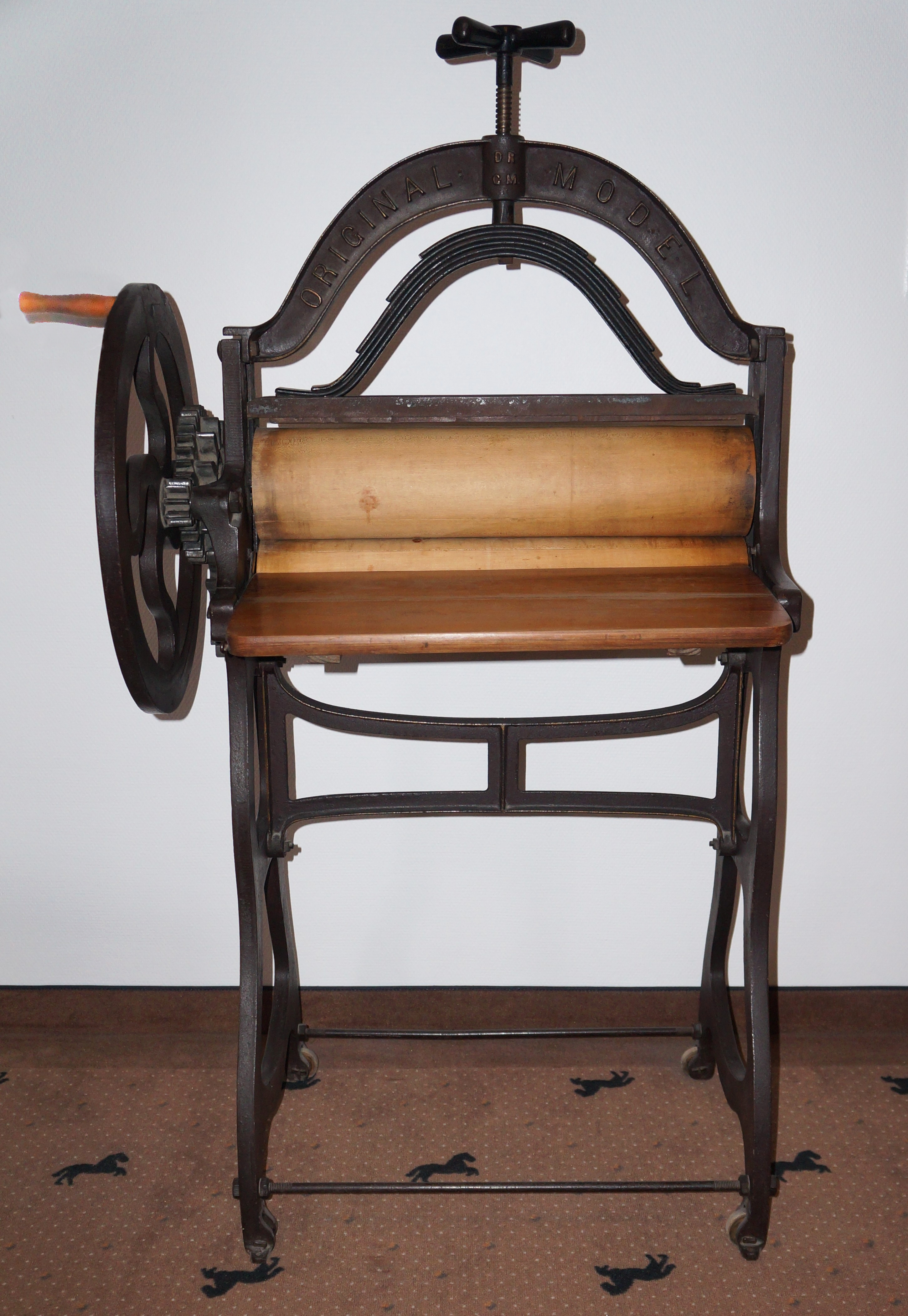
Mangel uit de eerste helft van de 20e eeuw

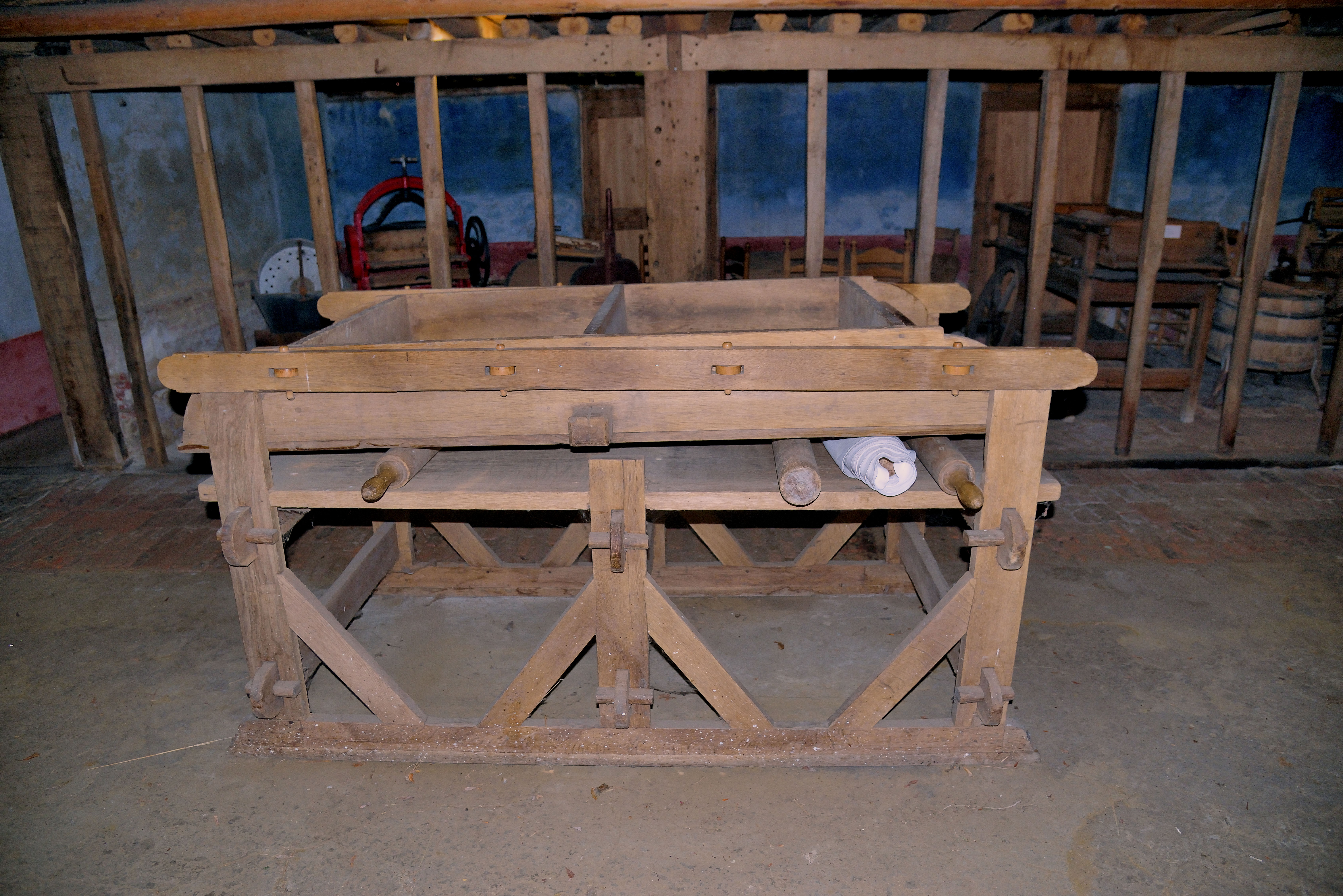
Voorloper van de mangel in openluchtmuseum Erve Kots. Het linnen werd glad gemaakt door het doek om de stok te rollen en dan onder de bak met stenen verzwaard heen en weer te schuiven

Een mangel is een werktuig dat vroeger werd gebruikt voor het tegelijk verwijderen van vocht uit gewassen textiel en het vlak strijken hiervan. Tussen twee rollen, waarvan de afstand tussen de rollen ingesteld kon worden, werd het textiel doorgedraaid, waardoor het water er uit geperst werd. Onder de rollen bevond zich vaak een vergaarbak voor het water. 
Het mangelen van klein linnengoed gebeurde vaak met gebruik van een mangelplank. Hierbij werd de textiel om een stok gerold. Door de mangelplank heen en weer te rollen over deze stok werd het water eruit geperst en verdwenen de kreukels. De bovenkant van de mangelplank werd vaak rijkelijk gedecoreerd en voorzien van spreuken die verwijzen naar de deugden van een goede huisvrouw. 
De mangel wordt in de 21e eeuw vrijwel niet meer gebruikt in huishoudens. Zijn functie is overgenomen door de centrifuge. In sommige wasserijen wordt de mangel (zij het sterk gemoderniseerd) nog wel volop gebruikt. 
Het woord leeft voort in de uitdrukking "door de mangel halen", hetgeen betekent, iemand onder druk zetten, figuurlijk uitpersen.

## Afbeeldingen

Mangels
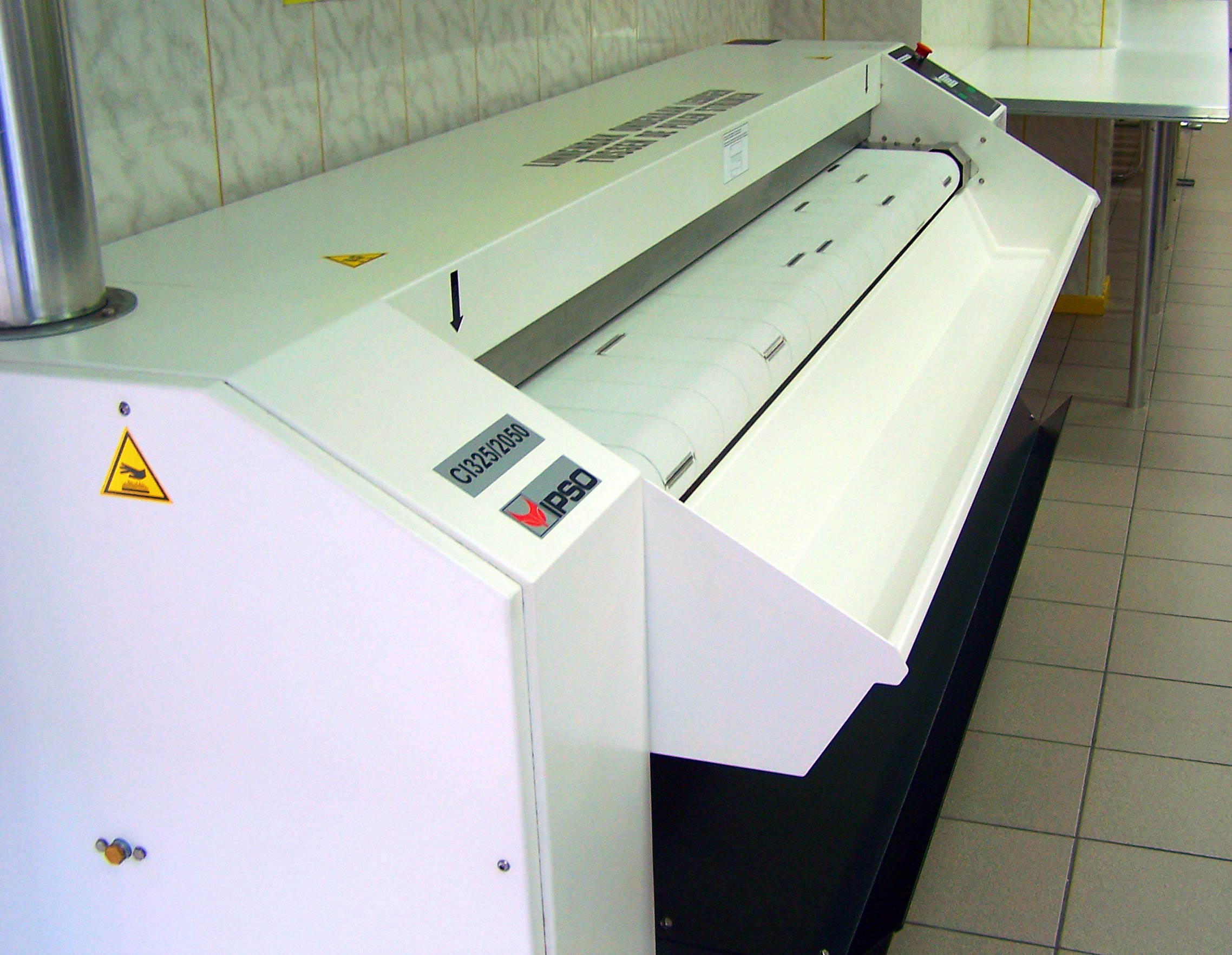
Moderne industriële mangel, elektrisch
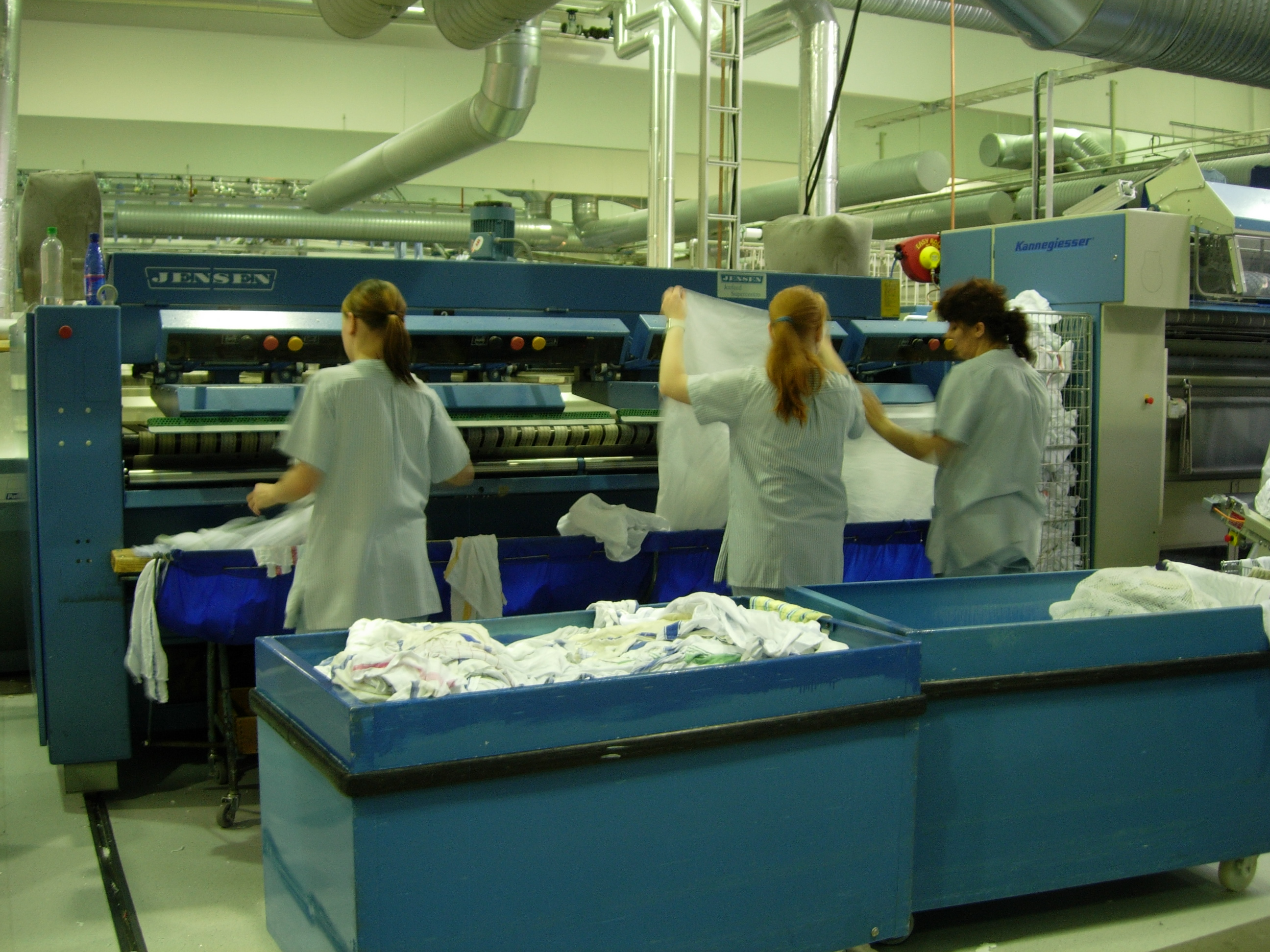
Moderne Jensen Supercentro feeder mangel in een wasserij
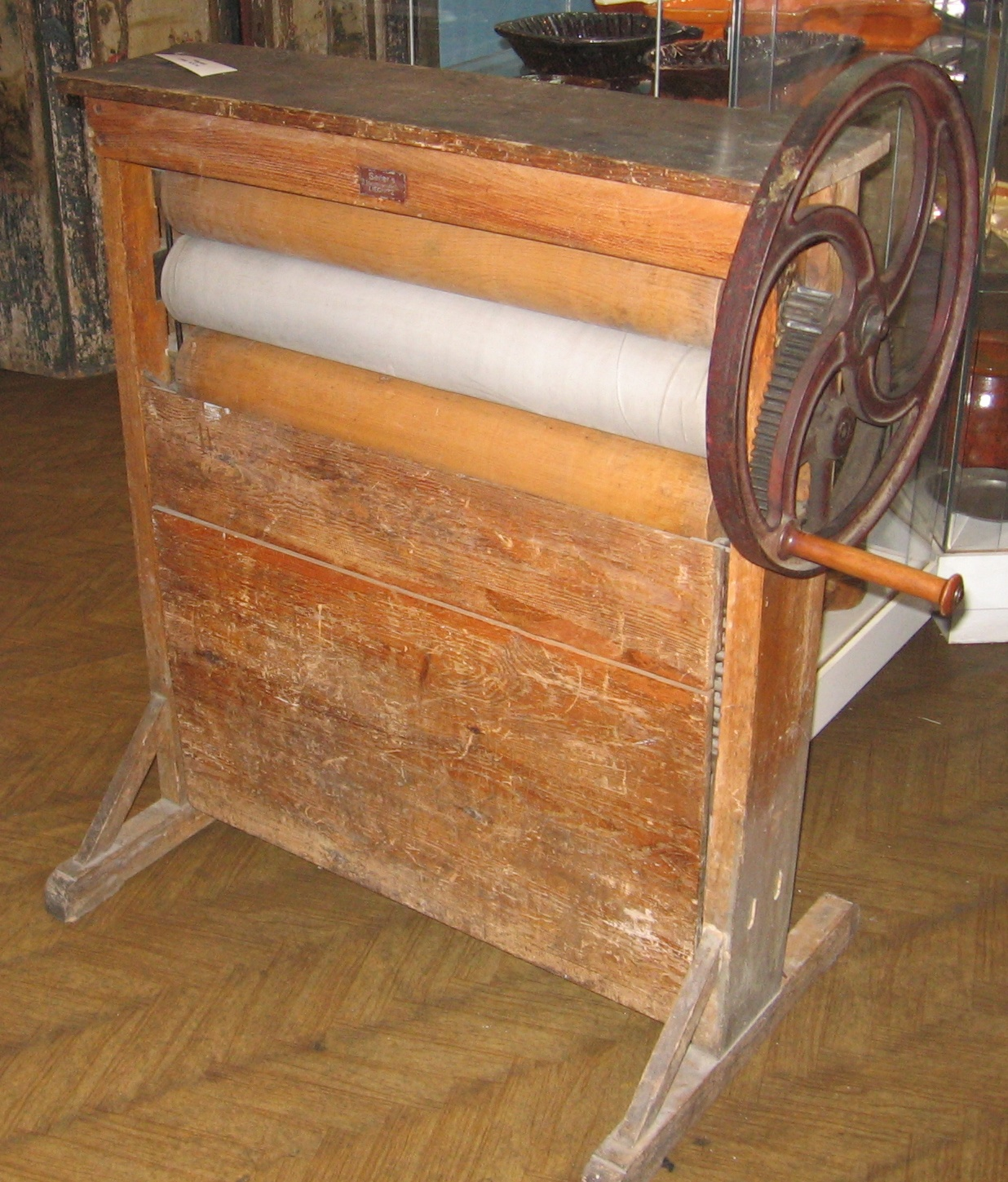
Houten mangel uit de collectie van een museum in Polen
Mangelplank met houtsnijwerk in een geometrisch patroon, Zuiderzeemuseum
Mangelplank met kerfsneeversieringen uit collectie Zuiderzeemuseum
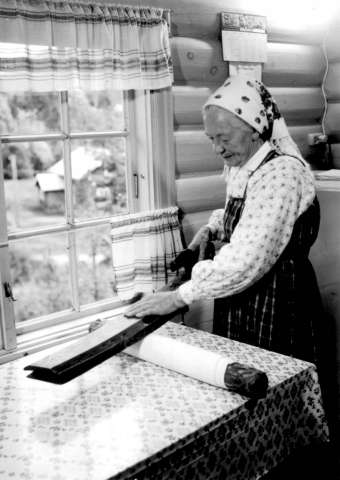
Mangelen met een mangelplank in 1962, foto uit de collectie Norsk Folkemuseum